# Bataguassu
Bataguassu je město v jižní Brazílii, ve státě Mato Grosso do Sul. V roce 1932 ho založil Jan Antonín Baťa pro obuvnické dělníky.
Rok po smrti J. A. Bati mu byla ve městě odhalena busta (autorem je italský sochař Bonetto).